# 真輝志
真輝志（まきし、1994年5月8日 - ）は、吉本興業に所属する日本のお笑いタレント（ピン芸人）。R-1グランプリ2024ファイナリスト。

## 来歴
大阪府門真市出身。同志社香里中学校・高等学校、同志社大学経済学部卒業。
高校1年生の時に、黒田有（メッセンジャー）の甥にあたるクラスメイトから漫才に誘われたことをきっかけにお笑いに興味を持ち始めた。3年生の時にコンビ「チーズロマンス」としてハイスクールマンザイ2012で優勝した。高校卒業後は大学進学せずNSCに入学するつもりだったが、芸人になることを親から猛反対されており、「大学を卒業するなら」という条件を提示されたため、大学とNSCの両方に入学した。
NSC時代は、「わんぱくカジノ」「ゆきどけオレンジ」「かげぼうし」など様々なコンビを組むが数か月で解散、ピンを繰り返していた。
「かげぼうし」でNSC2014の卒業ライブに挑み、準優勝を果たした。
2014年9月に1期先輩の萬代育矢と「アレグレット」を結成した。よしもと漫才劇場オープン時から劇場メンバー入りしており、翔の初期メンバーだった。
2016年3月にアレグレットを解散し、ピン芸人として活動し始めた。同年11月に上田だう（元・えんぴつ消しゴム）と「きんめ鯛」を結成し、芸名を「真輝志」に変更した。
第50回NHK上方漫才コンテスト準優勝、第10回関西演芸しゃべくり話芸大賞優勝などの功績を残すも、2022年1月にきんめ鯛を解散し、以降は再びピン芸人として活動するようになった。
ピン芸人として1発目のUP TO YOU!で1位→サバイバルステージで1位→チャレンジバトルで1位を取り、ストレートでよしもと漫才劇場入りを果たした。
2024年にR-1グランプリ2024で決勝に進出し、4位となった。
2024年よしもと学園祭出演ランキングで3位になった。

## 芸風
主に一人コント。架空の人物と対話していく中で、自分自身が変なキャラクターであるネタ、相手が変なキャラクターであるネタなどが多い。シンプルな素材を生かして、老若男女問わず様々な人物を演じ分ける。道具を使わない身一つのネタが多く、演技力や構成力に定評がある。

## 人物
- 中学、高校と6年間バスケットボール部に所属しており[1]、芸人となってからは大阪ブルズという大阪よしもと芸人によるバスケットボールチームに所属している[12]。
- コンビ時代から、コンビのネタ作りに行き詰まったらピンネタを考えるなどピン芸を好んでおり、ピンネタライブやR-1グランプリにも積極的に挑戦していた。
- 最も世話になった先輩としてからし蓮根を挙げている[1]。
- 2017年から2023年までの約6年間、熊元プロレス（紅しょうが）、浜田順平（カベポスター）とルームシェアをしていた[13][14]。
- オダウエダ、素敵じゃないか、11月のリサなど、元大阪所属で現在神保町よしもと漫才劇場所属の同期とも交流が深い。

## 戦績

### R-1ぐらんぷり／R-1グランプリ
- 2015 2回戦進出[15]
- 2016 3回戦進出[16]
- 2017 3回戦進出[17]
- 2018 準々決勝進出[18]
- 2019 3回戦進出[19]
- 2020 2回戦進出[20]
- 2021 準決勝進出（敗者復活ステージ 2位）[21]
- 2022 準決勝進出[22]
- 2023 準決勝進出[23]
- 2024 決勝4位[注 1][10]
- 2025 準決勝進出[24]

### M-1グランプリ
- 2015 2回戦進出（アレグレット）[25]
- 2017 3回戦進出（きんめ鯛）[26]
- 2018 3回戦進出（きんめ鯛）[26]
- 2019 3回戦進出（きんめ鯛）[26]
- 2020 2回戦進出（きんめ鯛）[26]
- 2021 3回戦進出（きんめ鯛）[26]
- 2022 3回戦進出（マキシマムキャッツ）《キャツミとのユニット》[27]
- 2023 3回戦進出（マキシリオン）《田津原理音とのユニット》[28]
- 2024 準々決勝進出（ヤマシタマキシ）《やましたとのユニット》[29]

### キングオブコント
- 2022 1回戦出場（マキシマムキャッツ）《キャツミとのユニット》
- 2023 準々決勝進出（たんぽぽメダル）《ソマオ・ミートボールとのユニット》
- 2024 準々決勝進出（トライデント）《シゲカズです、令和喜多みな実 河野とのユニット》

### ダブルインパクト
- 2025 準々決勝進出（ヤマシタマキシ）《やましたとのユニット》[30]

## 出囃子
日食なつこ『un-gentleman』

## 単独ライブ
- 2021年12月20日「頭と膝を守ろう」(道頓堀ZAZA HOUSE)
- 2022年10月21日 ピン初単独「着陸したいほど満月」(よしもと漫才劇場)[31]
- 2023年4月14日 第2回単独「しなって届く」(よしもと漫才劇場)
- 2023年8月20日 第3回単独「今世ぐらいモンスター」(よしもと漫才劇場)
- 2023年9月28日「ジェット1歩」(道頓堀ZAZA POCKET'S)
- 2023年10月8日「ジェット1歩」(道頓堀ZAZA POCKET'S)
- 2023年11月23日 第4回単独「バイバイ、ひと息」(よしもと漫才劇場)
- 2024年4月29日 第5回単独「踏みたいアスファルト」(よしもと漫才劇場)
- 2024年7月23日　第6回単独「赤ららら」(よしもと漫才劇場)
- 2024年9月19日「ジェット1歩」(新世界ZAZA POCKET'S)
- 2025年4月29日 第7回単独「僕びこ」(よしもと漫才劇場)

## 出演

### テレビ
- せやねん!（毎日放送、2022年8月13日）[32]
- ネタパレ ニュースター勝ち抜きパレード!!（フジテレビ、2023年9月22日)[33]
- なるみ・岡村の過ぎるTV（ABCテレビ、2023年11月6日）[34]
- アインシュタインの出没！ひな壇団（RCC中国放送、2023年12月23日）[35]
- R-1グランプリ2024（フジテレビ、2024年3月9日）[10]
- 千原ジュニアの座王（関西テレビ、2024年3月15日[36]・4月13日[37]・5月17日[38]・6月14日[39]・8月16日[40]・2025年2月28日[41]）
- マルコポロリ R-1戦士集結SP（関西テレビ、2024年4月21日[42]）
- ミキBASE(毎日放送、2024年5月27日・6月3日・2025年3月10日・2025年5月27日・6月3日)
- かまいたちの机上の空論城(関西テレビ、2024年6月29日[43])
- バチェワラー(関西テレビ、2024年9月8日[44])
- 八方・今田の楽屋ニュース2024(ABCテレビ、2024年12月27日)[45]
- 笑渦WARAUZU2024(関西テレビ、2024年12月29日)[46]
- オールザッツ漫才2024(毎日放送、2024年12月29日)[47]
- 旬感LIVE とれたてっ!(関西テレビ、2025年3月18日、5月6日)

### ラジオ
- 〈不定期出演〉サンデーライブ ゴエでSHOW!（MBSラジオ）[48]
- 〈初冠特番〉真輝志の聞きたいアスファルト（MBSラジオ、2024年4月22日）
- となりの森谷さん 木曜パートナー（KBS京都、2025年4月3日～）[49]